# Huíta de Lichfield

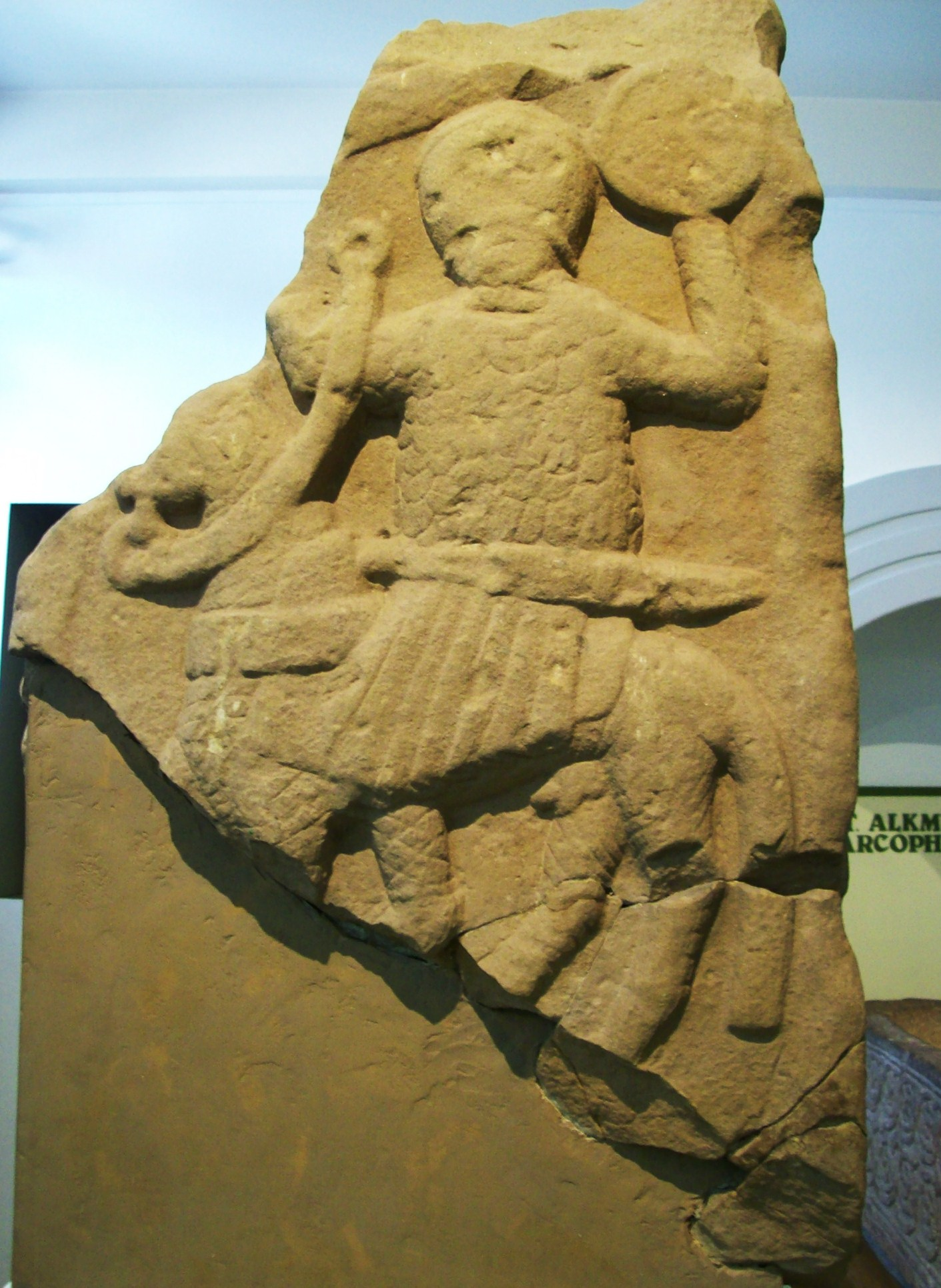
Pedra de Repton que talvez represente Etelbaldo

Huíta (em inglês antigo: Hwita; em latim: Huita) ou Vita (Uuita; Witta) foi bispo de Lichfield de 737 até sua morte em 749/752.

## Vida
Huíta foi consagrado bispo de Lichfield em 737. Naquele ano, ou em 740, testemunhou o documento do rei Etelbaldo no qual concedia 20 hidas em Aston Blank e Notgrove, Condado de Glócester, para seu ministro Osredo; há uma nota de que mais tarde foram dadas à Catedral de Vorcéstria. Em 742, testemunhou outro documento de Etelbaldo no qual ele confirmava privilégios às igrejas do Reino de Câncio. Em 747, participou no Concílio de Clovecho presidido pelo arcebispo Cuteberto da Cantuária. Em 749, Huíta testemunhou outro documento de Etelbaldo no qual concedeu favores a ministros e igrejas da Mércia.